# Corinna Reinecke

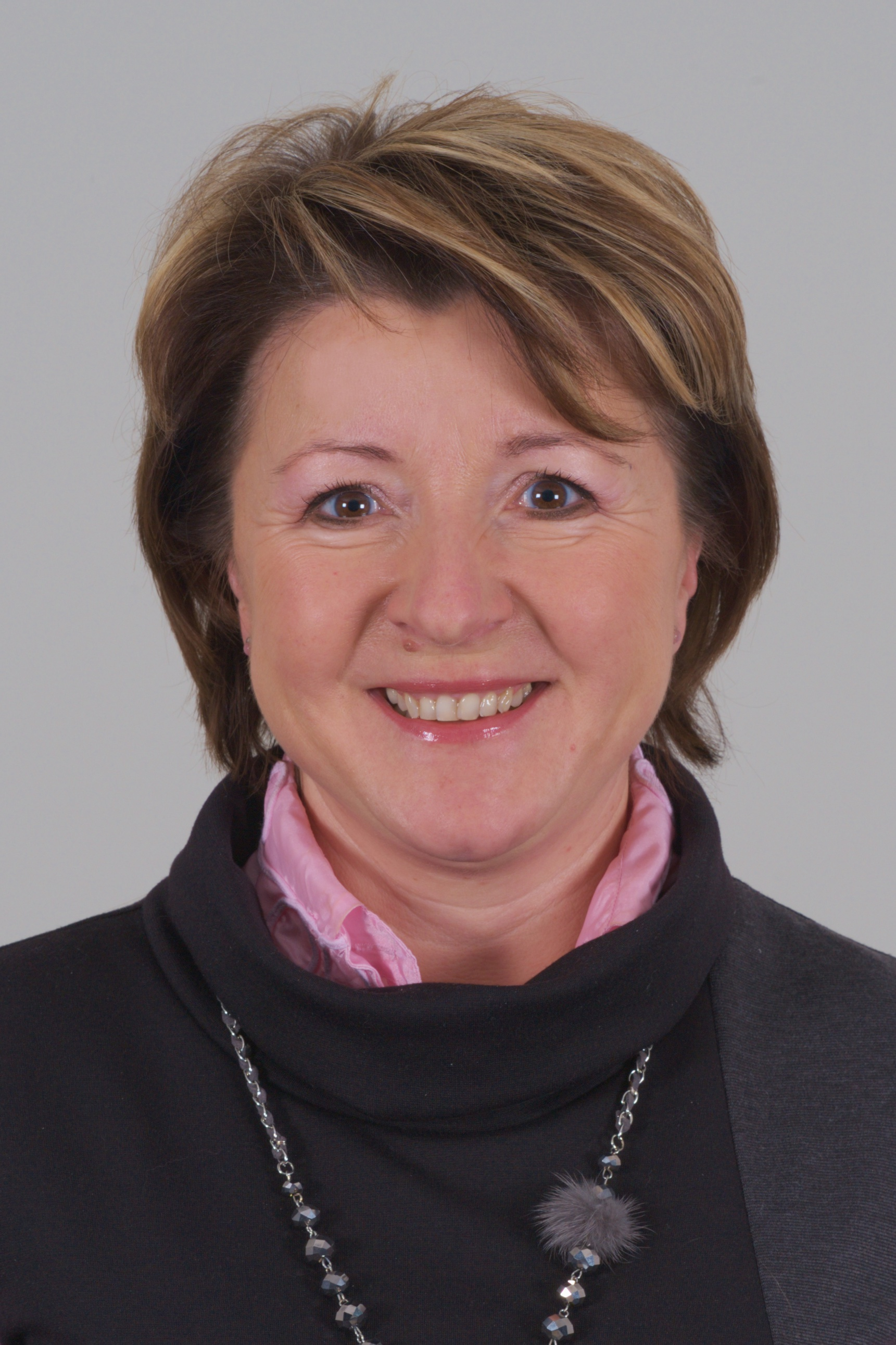
Corinna Reinecke 2012

Corinna Reinecke (* 7. Januar 1965 in Bernburg) ist eine deutsche Politikerin (SPD). Sie war von 2006 bis 2016 Abgeordnete im Landtag von Sachsen-Anhalt.

## Leben und Beruf
Nach dem Abschluss der polytechnischen Oberschule 1981 begann Corinna Reinecke eine Ausbildung zur Zootechnikerin. Von 1984 bis 1991 war sie Heimerzieherin in einem Lehrlingswohnheim. Im Jahre 1991 begann sie mit dem Aufbau der freien Straffälligenhilfe in Wittenberg. Dessen Arbeit organisierte sich im Verein Reso-Witt e.V., deren Geschäftsführerin sie von 1994 bis 2006 war. 1992 wurde sie „Staatlich anerkannte Erzieherin“.
Corinna Reinecke ist verheiratet und hat ein Kind.

## Partei
Corinna Reinecke trat 1997 in die SPD ein. Seit 2002 ist sie Mitglied im Landesvorstand der SPD Sachsen-Anhalt. Nachdem sie von 2002 bis 2008 Beisitzerin war, wurde sie auf dem Landesparteitag in Naumburg 2008 zur stellvertretenden Landesvorsitzenden gewählt. Dieses Amt bekleidete sie bis 2015.
Außerdem ist sie Vorsitzende des SPD-Ortsvereins Kemberg-Bergwitz und seit dem 1. Dezember 2006 Landesvorsitzende der Arbeitsgemeinschaft Sozialdemokratischer Frauen in der SPD (ASF).

## Abgeordnete
Seit der Kommunalwahl 1994 ist Corinna Reinecke Mitglied im Stadtrat von Kemberg und im Kreistag von Wittenberg, wo sie seit 1998 stellvertretende Vorsitzende der Kreistagsfraktion ist.
2006 wurde sie in den Landtag von Sachsen-Anhalt gewählt. Hier ist sie Mitglied im Ausschuss für Bildung, Wissenschaft und Kultur, im Ausschuss für Recht und Verfassung sowie im Wahlprüfungsausschuss.

## Sonstiges
- Vorstandsmitglied Landesverband Straffälligen- und Bewährungshilfe Sachsen-Anhalt e.V.
- Vorstandsmitglied Reso-Witt e.V.
- Gründungsmitglied Soziale Stadt Kemberg e. V.